# Алєксєєв Микола Васильович
Мико́ла Васи́льович Алєксє́єв (нар. 3 вересня 1983, Сургут, РРФСР — пом. 15 липня 2014, Провалля, Луганська область) — старший сержант військ спеціального призначення Збройних сил України, 3-й окремий полк спеціального призначення. Псевдо «Дизель», учасник російсько-української війни.

## Біографія
Микола Алексєєв народився 3 вересня 1983 року в місті Сургут, Тюменська область у Росії. Там пройшло його дитинство, а в серпні 1989 року сім'я переїхала в місто Ульяновка, Кіровоградська область, де до цього часу й живе його мама Ольга Миколаївна.
У 1990 році пішов до першого класу Ульяновської школи № 1. Закінчив музичну школу за класом фортепіано. Захоплювався спортом, займався рукопашним боєм, любив футбол. Завжди був за здоровий спосіб життя.
У 2000 році закінчив школу, пішов навчатись в Ульяновське професійно-технічне училище № 11. Вчився добре, майже відмінно. У 2001 році закінчив навчання та пішов служити в армію. Любив військову справу, служив у Києві у внутрішніх військах. Після армії у 2003 р. навчався в школі міліції міста Запоріжжя.
Закінчив школу міліції й пішов служити в Ульяновський райвідділ, де працював 7 років. Одночасно з роботою навчався заочно в Кіровоградському філіалі Харківського національного університету внутрішніх справ для здобуття освіти за фахом слідчий-криміналіст.

### Військова служба та одруження
У 2007 році пішов служити за контрактом спецпризначенцем до 3-го окремого полку спецпризначення в м. Кіровоград.
Неодноразово захищав спортивну честь свого загону, своєї частини. У військах спеціального призначення пройшов весь шлях становлення молодшого командира — курсант 50-го окремого навчального загону спеціальної підготовки, розвідник групи спеціального призначення, командир відділення групи спеціального призначення, заступник командира розвідувальної групи роти спеціального призначення — польова пошта В 2336.
8 червня 2013 року одружився з коханою дівчиною Юлією.

### Війна
Війна для Миколи Алєксєєва та його товаришів почалась 3 березня 2014 року. Крим, Луганська область та Донецька область. Дружині сказав, що вони — розвідка, а потім додав: «Ми перші приходимо й останні йдемо». На той час він був старшим сержантом Збройних Сил України, розвідувальної роти спеціального призначення.
У липні 2014 року виконували завдання поблизу пункту прикордонного пропуску Ізварине, неподалік села Провалля Свердловський район Луганської області. Близько тижня бійці 3-го полку спецпризначення перебували в оточенні бойовиків. Тричі поспіль штурмували пропускний пункт «Ізварине», і тричі вибивали бойовиків. Щоразу після перемоги лунав наказ — «відійти».

Війна

### Обставини загибелі
15 липня розвідгрупа підполковника Коваленка потрапила під мінометний обстріл біля села Провалля Луганської області. 8 бійців загинуло, включно з Миколою Алєксєєвим: підполковник Юрій Коваленко, молодший сержант Богдан Каравайський, старші солдати Максим Бендеров, Максим Вербовий, Станіслав Майсеєв, Іван Марков, Дмитро Рябий. Ще до 10 зазнали поранень, зокрема й дуже важких.
24 липня 2014 року відбулося поховання Героїв у м. Кропивницький на Ровенському кладовищі, на Алеї Слави.
Без Миколи лишилися мама Ольга Миколаївна та дружина Юлія.

## Нагороди та вшанування
- Указом Президента України № 651/2014 від 14 серпня 2014 року «за особисту мужність і героїзм, виявлені у захисті державного суверенітету та територіальної цілісності України» старшого сержанта Миколу Алєксєєва нагороджено орденом «За мужність» III ступеня (посмертно).
- 26 серпня 2014 року нагороджений відзнакою виконавчого комітету Кіровоградської міської ради «За заслуги» II ступеня (посмертно).
- На честь Миколи Алєксєєва відкрита меморіальна дошка на стіні його рідної школи, відкрита Алея Слави, в рідному міста Ульяновка на його честь перейменована одна з вулиць.